# ایان اندروز
ایان اندروز (انگلیسی: Ian Andrews؛ زادهٔ ۱ دسامبر ۱۹۶۴) بازیکن فوتبال اهل بریتانیا است.
از باشگاه‌هایی که در آن بازی کرده‌است می‌توان به باشگاه فوتبال منزفیلد تاون، باشگاه فوتبال لیدز یونایتد، باشگاه فوتبال سوئیندون تاون، باشگاه فوتبال ساوت‌همپتون، باشگاه فوتبال ای‌اف‌سی بورنموث، باشگاه فوتبال سلتیک، و باشگاه فوتبال لستر سیتی اشاره کرد.
وی همچنین در تیم ملی فوتبال زیر ۲۱ سال انگلستان بازی کرده‌است.